# Stockage Proudhon
Le stockage Proudhon a été construit entre 1995 et 1997 dans le cadre du Plan de modernisation de l'assainissement parisien de 1990. Il s’agit d’un stockage aval d’eau unitaire, intégré au système d’assainissement de Paris, d’un volume de 17 000 m³, situé sous le parc de Paris Bercy. Il sert à éviter les pollutions par déversements d’eau unitaire de temps de pluie vers la Seine. Il avait été estimé que le déversoir Proudhon, un des plus polluants de la Ville de Paris, rejetait des eaux unitaires dès la pluie 4mm. 

## Historique
Les travaux se sont achevés en 1997, pour une mise en service immédiate. Dans un premier temps il a été constaté un très mauvais fonctionnement du dispositif, dû à l’accumulation de déchets. Une fois le problème des déchets réglé, l’efficacité hydraulique du dispositif ne s’est pas améliorée. Il a été supposé qu’un dimensionnement à 17 000 m³ n’était pas suffisant. Mais il a été constaté par ailleurs que le volume du stockage ne se remplissait jamais complètement, alors que le déversoir Proudhon rejetait déjà. La cote de construction serait trop haute.
Il s’avère un échec complet, puisqu’il ne se remplit jamais, alors que les déversoirs d’orage qu’il était censé intercepter n’ont pas vu une réduction significative des pollutions envoyées en Seine. À la suite de cet échec, la Ville de Paris avait décidé dès 2000 de ne plus construire de stockage aval. Le stockage aval suivant, le TIMA ayant finalement été réalisé par le SIAAP en 2009,.